# Prostitución en el Caribe neerlandés
La prostitución en el Caribe neerlandés es legal y está regulada. Según los informes, al menos 500 mujeres extranjeras ejercen la prostitución en todas las islas. Bonaire, San Eustaquio y Curazao son destinos de turismo sexual. Hay un único burdel autorizado por el Estado en las islas de Bonaire, y San Martín. El burdel de Curazao cerró en 2020.
Cura<ao, Aruba y San Martín son islas de destino para mujeres víctimas de la trata con fines de explotación sexual procedentes de Perú, Brasil, Colombia, República Dominicana y Haití, En 2011, se desarticuló una red de trata de personas que traficaba con mujeres con fines de explotación sexual desde Colombia a Aruba, Curazao, San Martín o Bonaire.

## Aruba

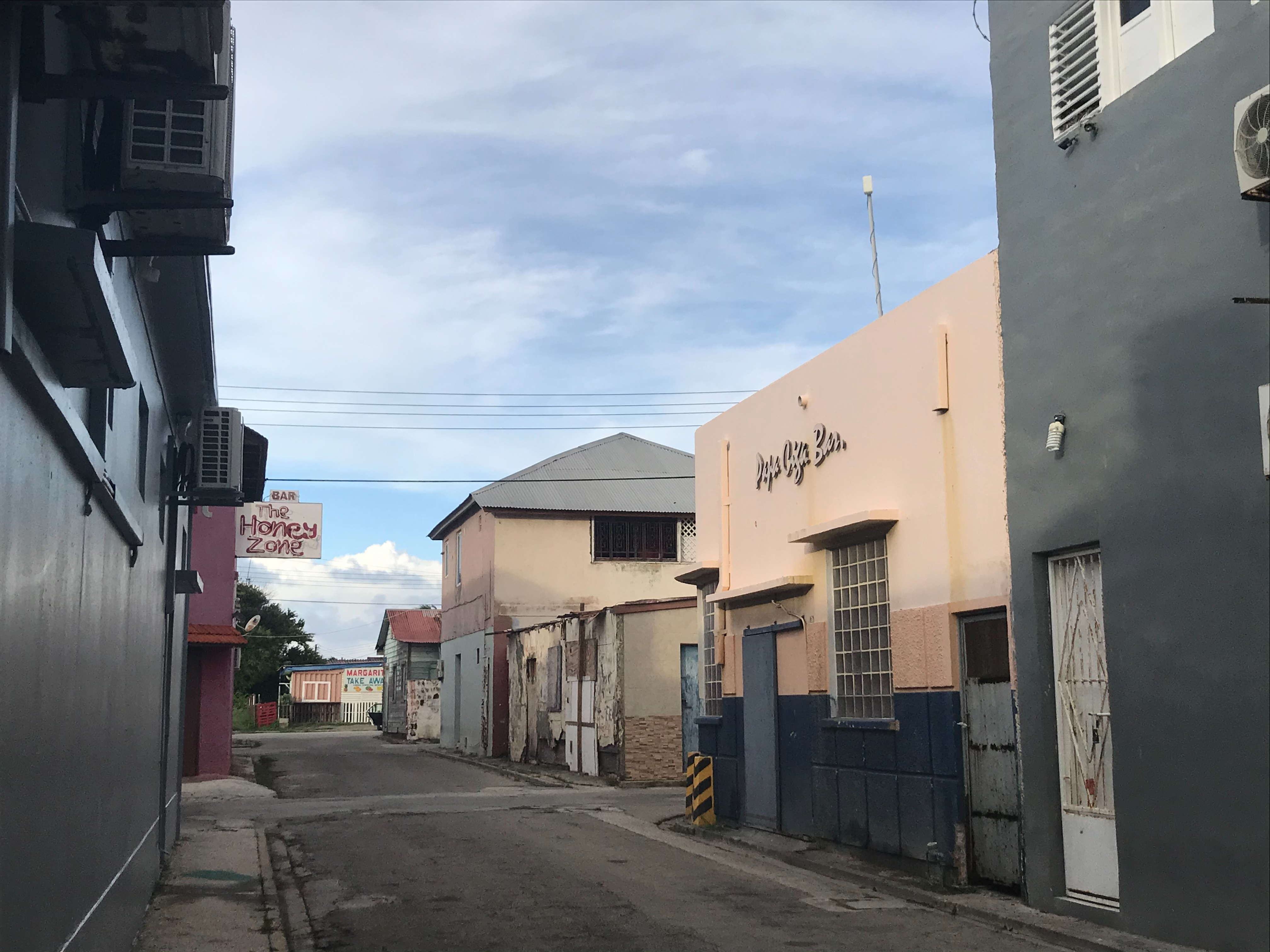
San Nicolaas, la segunda ciudad más grande de Aruba, alberga el principal barrio rojo de la isla.

La prostitución en Aruba comenzó a expandirse cuando se abrieron refinerías de petróleo en la isla en la década de 1920. Muchas prostitutas emigraron a la isla para servir a los trabajadores del petróleo y a los marineros de los petroleros. En 1928, el Gobierno estableció una zona regulada de prostitución (barrio rojo) en la ciudad refinadora de petróleo de Sint Nicolaas. A diferencia de la vecina isla de Curazao, el Gobierno no pudo abrir un burdel estatal por la oposición de la Iglesia Católica y los grupos locales de mujeres.
En la década de 1950 se promulgó una normativa que permitía a las mujeres trabajar hasta tres meses como "azafatas de discoteca" en los bares y clubes del barrio rojo de Sint Nicolaas. Mujeres de Colombia, Venezuela, Cuba, Panamá y la República Dominicana llegaron a la isla para trabajar en los clubes y bares.
Actualmente, la prostitución regulada se limita a una zona de Sint Nicolaas. En ella trabajan mujeres de varias nacionalidades, especialmente colombianas y venezolanas. Las prostitutas que trabajan en esta zona necesitan un permiso de trabajo de "animadora de adultos" que dura 3 meses. Tienen que someterse a un examen médico antes de empezar y a una revisión semanal después. Las mujeres disponen de habitaciones individuales sobre los bares en los que trabajan. En ocasiones, policías fuera de servicio trabajan como seguridad en los bares. También existe prostitución no regulada en bares fuera de la zona permitida. La prostitución callejera, aunque ilegal, también se da en la isla. También hay indicios de prostitución en las zonas más rurales, a menudo por parte de mujeres originarias de la República Dominicana.
También hay escorts en la isla que se anuncian en Internet y en periódicos dirigidos a los turistas. Operan al margen de la normativa gubernamental, por lo que no se les exigen controles sanitarios periódicos ni permisos. El tráfico sexual, especialmente de mujeres venezolanas, es un problema en la isla.

## Bonaire
Bonaire permitió la existencia de un único burdel, el "Pachi" durante 40 años. En 2013, el propietario fue detenido tras las acusaciones de trata de seres humanos y el establecimiento cerró. El "Men's Heaven", operante en el hotel Hamlet, solicitó los trámites para sustituirle como negocio. En 2020, la política Esther Bernabela se pronunció contra el aumento de la prostitución en la isla.

## Curazao

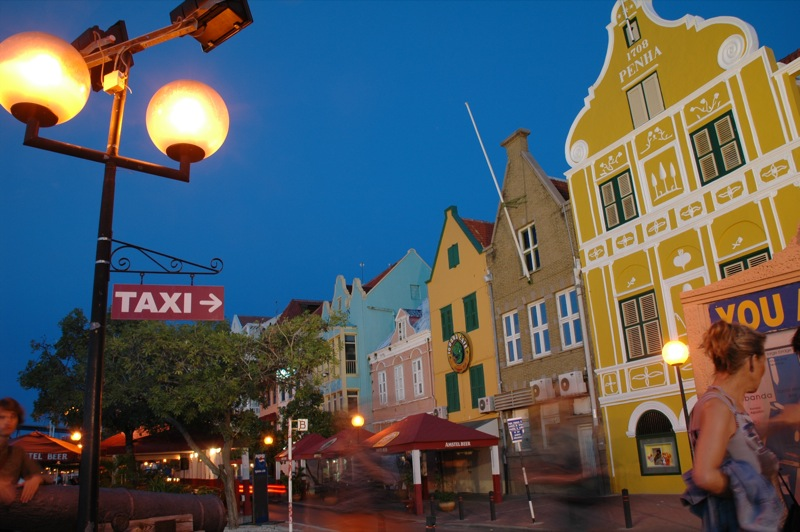
Willemstad, capital de Curazao, y su extrarradio, alberga la mayoría de la actividad de la prostitución en la isla.

Se tiene constancia de la existencia de prostitución en Curazao desde que piratas y corsarios utilizaron la isla en el siglo XVII. En la década de 1920, se abrieron refinerías de petróleo en la isla. Las mujeres emigraron a la isla para atender las necesidades de los trabajadores del petróleo y los marineros de los petroleros. En los años 1930 y 1940, prostitutas venezolanas, colombianas y dominicanas ejercían en el centro de la ciudad. La llegada de las armadas neerlandesa y estadounidense para vigilar la isla en los años 1940 aumentó la demanda de prostitutas. El gobierno prohibió la prostitución en el centro de la ciudad, pero no se pudo hacer cumplir.
El gobernador nombró una comisión que incluía a la policía, el departamento de salud pública y el clero con el fin de resolver el problema. Concluyeron que la mejor alternativa era concentrarla en un lugar alejado del centro de la ciudad. El 30 de mayo de 1949 se inauguró el complejo llamado Campo Alegre (también llamado Le Mirage). Sólo se permitía trabajar allí a prostitutas extranjeras, se realizaban controles sanitarios periódicos y las mujeres debían llevar un certificado de salud ("tarjeta rosa"). El burdel era el más grande del Caribe; sin embargo, en marzo de 2020, Campo Alegre cerró como consecuencia de la pandemia del coronavirus. En junio de 2020, la empresa se declaró en quiebra y el burdel cerró. Las instalaciones se subastan en junio de 2022. Dentro de unas normas legales más estrictas, se puede reanudar la prostitución.
Hay prostitución en otros bares de la isla y en pequeños burdeles sin licencia. Los "snacks" al aire libre, donde se sirven bebidas y comida rápida, también son lugares donde las prostitutas atraen a los clientes.
El tráfico sexual es un problema en la isla. Curazao es un país de tránsito y destino para mujeres y niños sometidos al tráfico sexual. Entre las poblaciones vulnerables se encuentran mujeres y niñas extranjeras y curazoleñas que ejercen la prostitución no regulada. Debido al deterioro de la situación en Venezuela, la migración legal e ilegal a Curazao aumentó, dejando a muchas personas vulnerables a la trata, incluidas las mujeres que trabajan ilegalmente en bares y burdeles.

## Saba
Debido a su baja población (1 991 habitantes en 2020), no hay informes de prostitución permanente en la isla. En 2013 se informó de que "bailarinas" acudían a la isla los fines de semana y ejercían la prostitución.

## San Eustaquio
Se ha informado de la existencia de uno o posiblemente dos burdeles en la isla de San Eustaquio.

## San Martín
El país constituyente San Martín cuenta con el segundo burdel más grande de la zona, el "Seamans Club". Se creó en los años 1960 para atender las necesidades de los pescadores de la recién creada industria pesquera. Como la mayoría de estos pescadores son japoneses, se le conoce localmente como el "Club Japonés".
La prostitución también se da en clubes nocturnos y hoteles. Las bailarinas de los locales de striptease y baile erótico a veces ofrecen servicios sexuales como actividad secundaria. También hay varios pequeños burdeles ilegales en la isla.
En general, la prostitución está aceptada en San Martín y se considera una parte necesaria de la industria turística..
El tráfico sexual es un problema en la isla. San Martí es un país de tránsito y destino para mujeres y niños víctimas del tráfico sexual. Las mujeres y niñas de América Latina, el Caribe, Europa del Este y Rusia son las más vulnerables al tráfico sexual, incluidas las que trabajan en burdeles y clubes de baile regulados y no regulados. Algunas mujeres extranjeras de la industria del sexo comercial de San Martín están sometidas a servidumbre por deudas.